# Чмирі
Чмирі — український козацький рід. 

## Походження прізвища
Чмир (або чмирь) у «Словнику української мови» Б. Грінченка має такі значення: 1) коротка шерсть, яка залишається на пестах після валяння сукна; 2) гострий, неприємний запах; 3) замурзана, смердюча та неохайна людина.
Чмир — прізвище розповсюджене серед козаків, в тому числі запорозьких. Прізвище походить від слова «чимир», що в перекладі з тюркських мов означає «дужий», «коренастий», «плотний».
Прізвища, які походять від корінного прізвища Чмир — Чмеренко, Чмирь, Чмирьов, Чмиринський тощо.
Деякі населені пункти мають назву Чмирівка — Чмирівка (Старобільський район), Чмирівка (Білоцерківський район), Чмирівка (Чигиринський район). Крім цього, в Україні існує Скіфський курган — Чмирева могила.

## Історичні відомості
Вперше прізвище Чмир зустрічається в документах за 1669 р.
За давніми переказами село Чмирівка (зараз в Чигиринському районі Черкаської області) засноване за часів Хмельниччини козаком-знахарем Чмирем, який відлюднився в лісових хащах. Одне з урочищ досі зберігає ім'я засновника — Чмирева гора.
Козаки Чмирі жили в таких адміністративно-військово-територіальних одиницях Гетьманської України: Піщане — Піщанська сотня, Басанська сотня — Переяславський полк — з 1718 р.; Шептаківська сотня, Стародубський полк — з 1732 р.; с. Ворониці Лубенська Перша полкова сотня, Лубенський полк — з 1732 р.; Шишацька сотня, Миргородський полк — з 1732 р.; курінь Новоміський, Борзнянська сотня, Ніжинський полк — з 1733; с. Бобрик, Гоголівська сотня, Київський полк — з 1766 р..
Посполиті Чмирі — м. Кобеляки та сл. Тамлику Полтавський полк — з 1718 р.; в братстві цеху ткацького в с. Перевіз, Сорочинська сотня, Миргородський полк — з 1718 р.
Представники родин Чмирів зустрічаються в реєстрі Нової Запорозької Січі 1756 р.
Після 1782 року козацькі родини Чмирів розселяються по більш широких теренах, в тому числі в Новоросійській губернії.
Серед репресованих в 30-х роках 20 ст. значиться 20 осіб з прізвищем Чмир або похідними від нього.
На сьогодні численні представники родин Чмирів живуть в м. Києві і області, м. Полтаві, м. Дніпрі й області, в тому числі Новомосковську і Кривому Розі, Черкаській обл, в тому числі в с. Піщане, Донецькій області, АРК, м. Миколаєві й області, в тому числі в селищі Арбузинка, Чернігівській обл. тощо.

## Відомі персоналії

### Козацька старшина
Чмеренко Прокіп — полковий хорунжий сердюцького охочепіхотного полку, підписався під Глухівськими угодами 1669 р.

### Сучасники
Чмир Олена Сергіївна (*17 жовтня 1968) — український науковець у галузі економіки й наукознавства, доктор економічних наук, професор Науково-дослідного економічного інституту Міністерства економічного розвитку і торгівлі України.
Чмировський Микола — великий дід роду.
Чмирь Юрій Павлович, ексочільник Сумської ОДА, поплічник президента-втікача В.Януковича.